# Le Mystère de la Grande Pyramide
Le Mystère de la Grande Pyramide est la deuxième aventure de la série de bande dessinée Blake et Mortimer, scénarisée et dessinée par Edgar P. Jacobs. Elle est composée des quatrième et cinquième albums de la série.
Elle est publiée en planches hebdomadaires dans Le Journal de Tintin du 23 mars 1950 au 28 mai 1952. Elle est ensuite éditée en albums en 2 tomes en 1954 et 1955 aux Éditions du Lombard, puis rééditée en 1986 et 1987 aux Éditions Blake et Mortimer. Elle a été traduite dans plus d'une demi-douzaine de langues et a été adaptée en feuilleton radiophonique, en disque d'aventure et en dessin animé.
Edgar P. Jacobs crée une histoire qui mélange aventure et enquête policière, tout en ajoutant quelques éléments de fantastique. Il utilise comme toile de fond l'histoire de l'Égypte antique, et plus précisément l'époque du règne du pharaon Akhenaton qui avait instauré le culte monothéiste d'Aton.
La bande dessinée raconte les aventures de Philip Mortimer, invité par un ami égyptologue au Caire, qui se met à la recherche de la chambre secrète d'Horus et de son trésor dans la pyramide de Khéops. Il se retrouve aux prises avec un réseau de trafiquants d'antiquités mené par le colonel Olrik et fait appel au capitaine Francis Blake de l'Intelligence Service pour l'aider.

## Résumé

### Tome 1:Le Papyrus de Manéthon

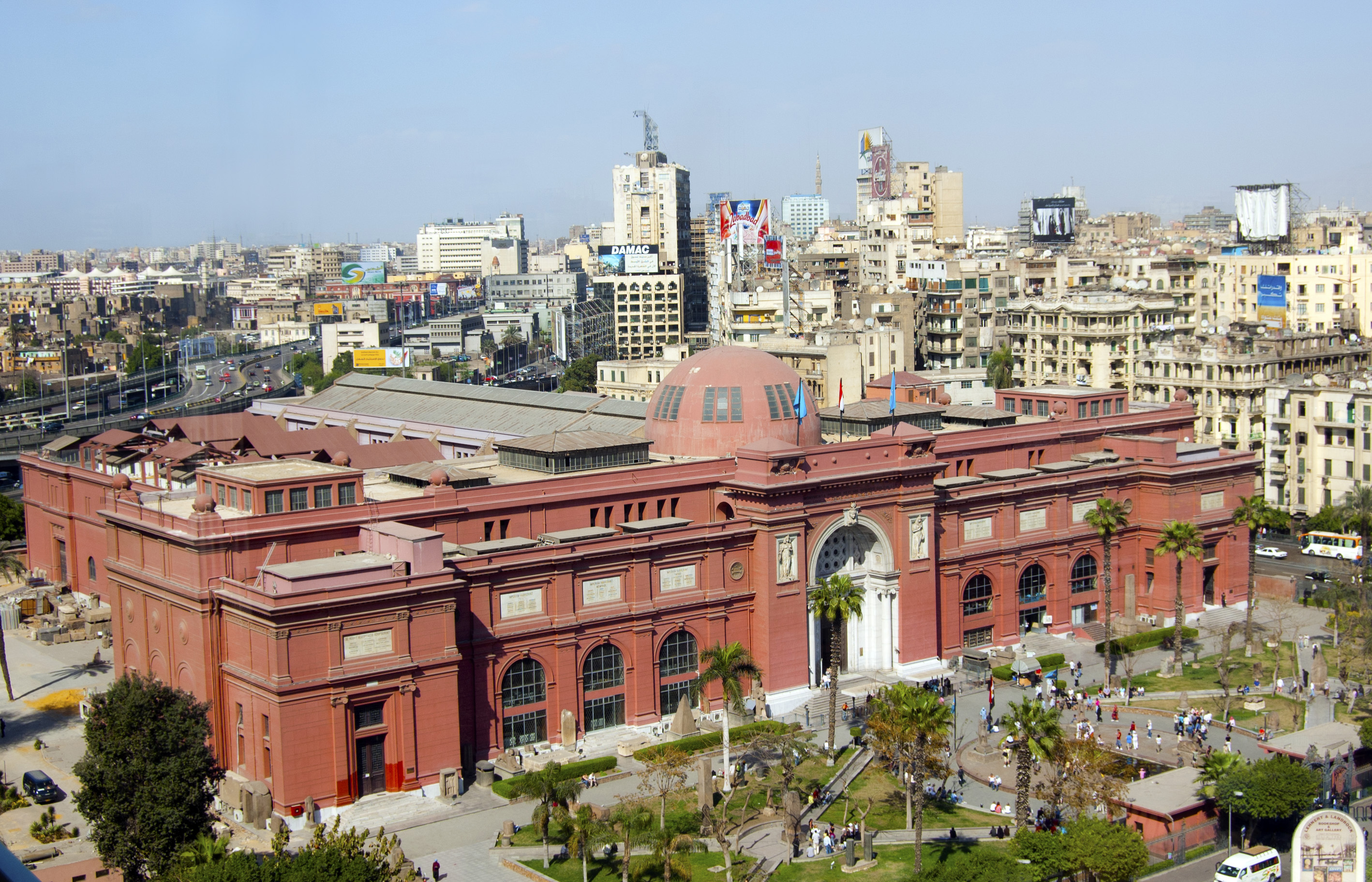
Le Musée égyptien du Caire.

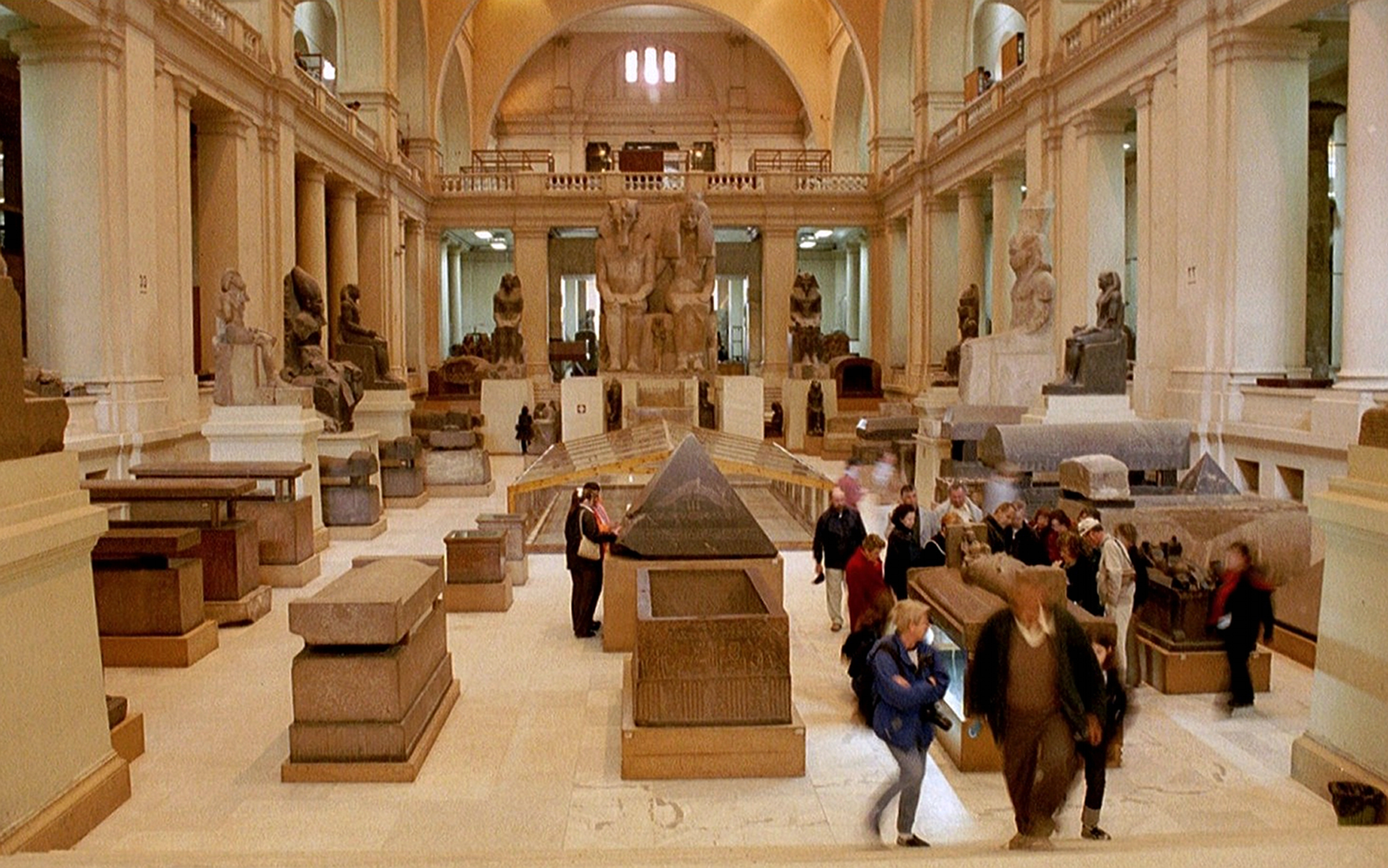
L'intérieur du musée.

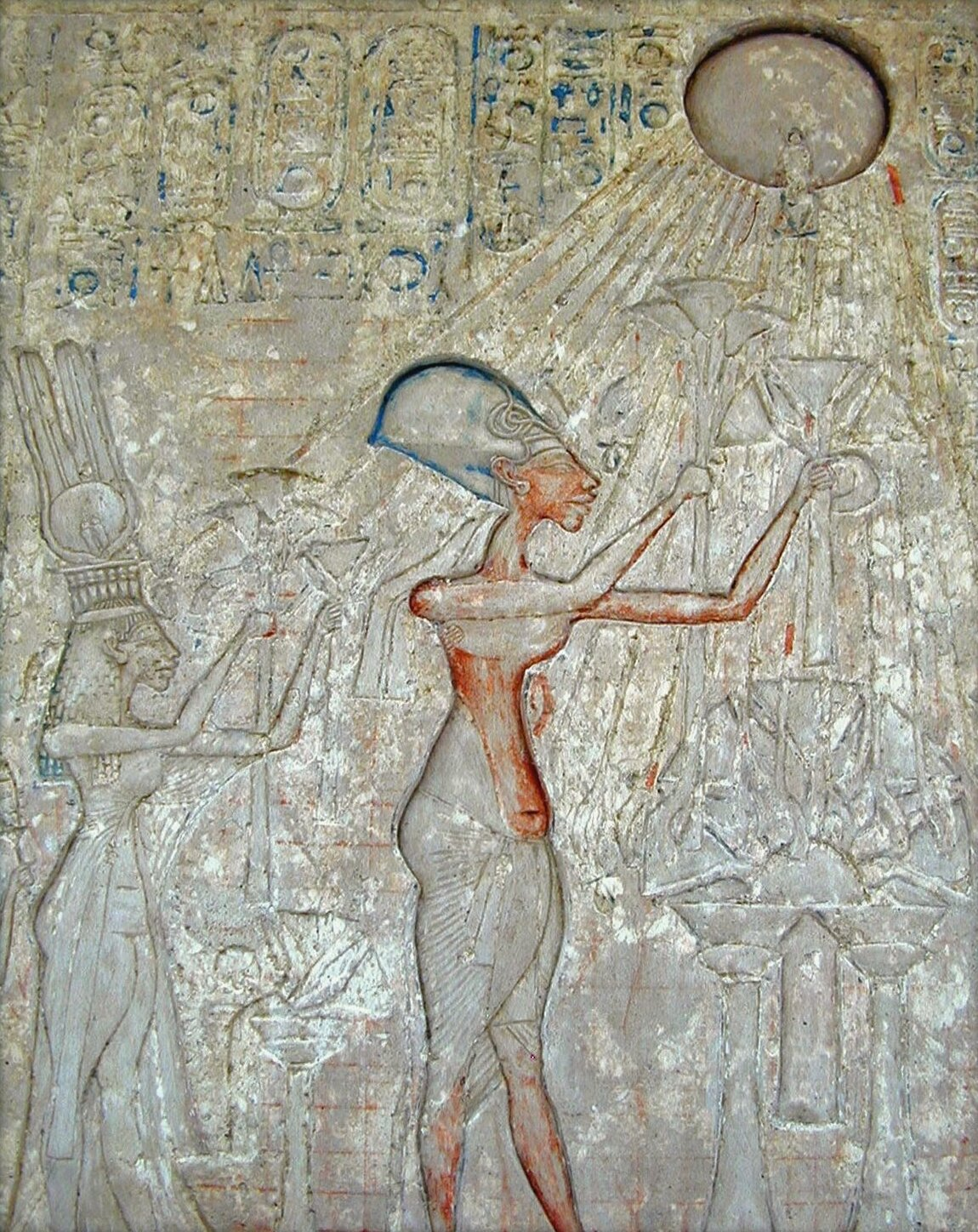
Akhenaton célébrant le culte d'Aton.

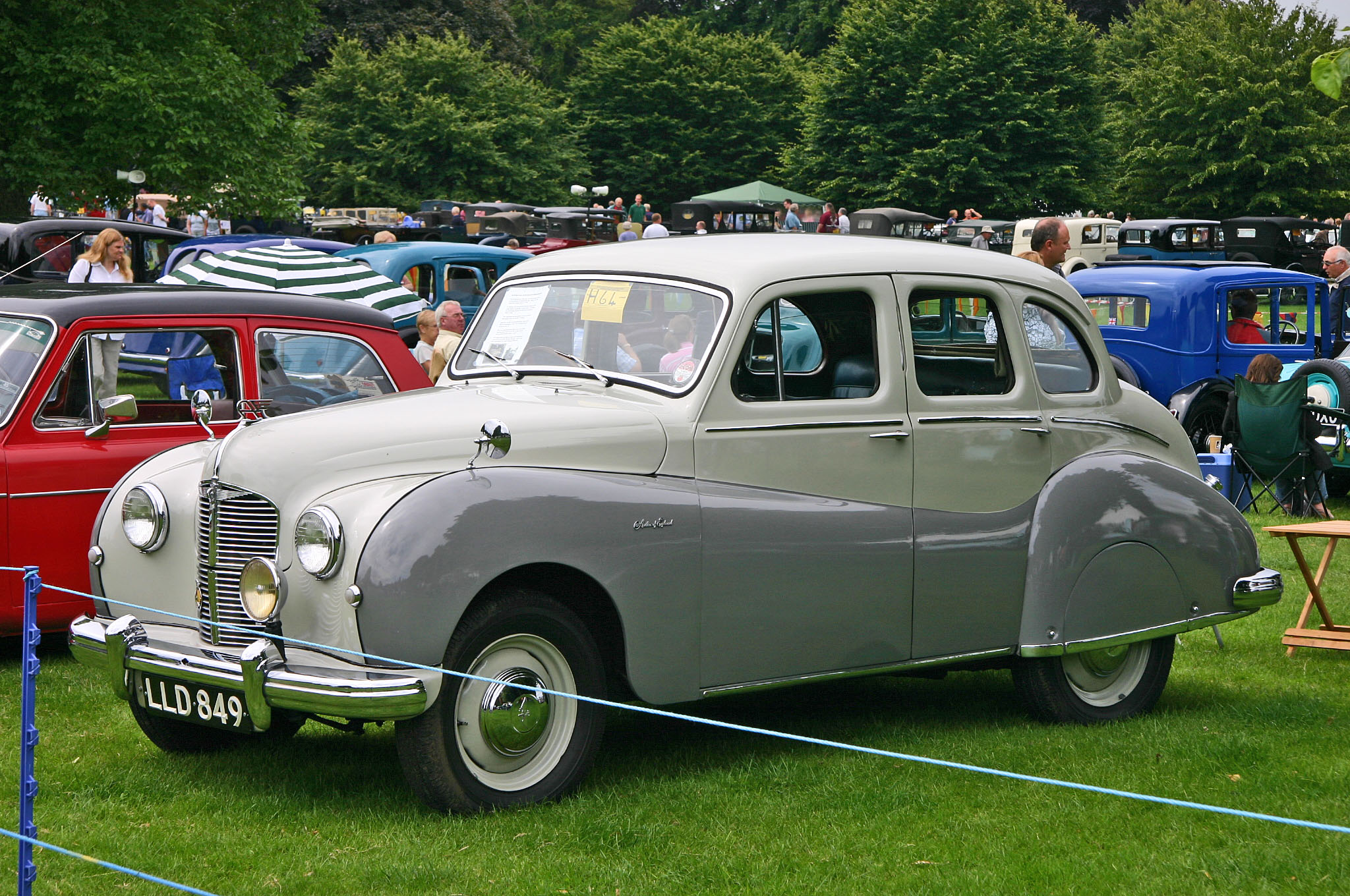
Le professeur Ahmed Rassim conduit une Austin A70 Hampshire.

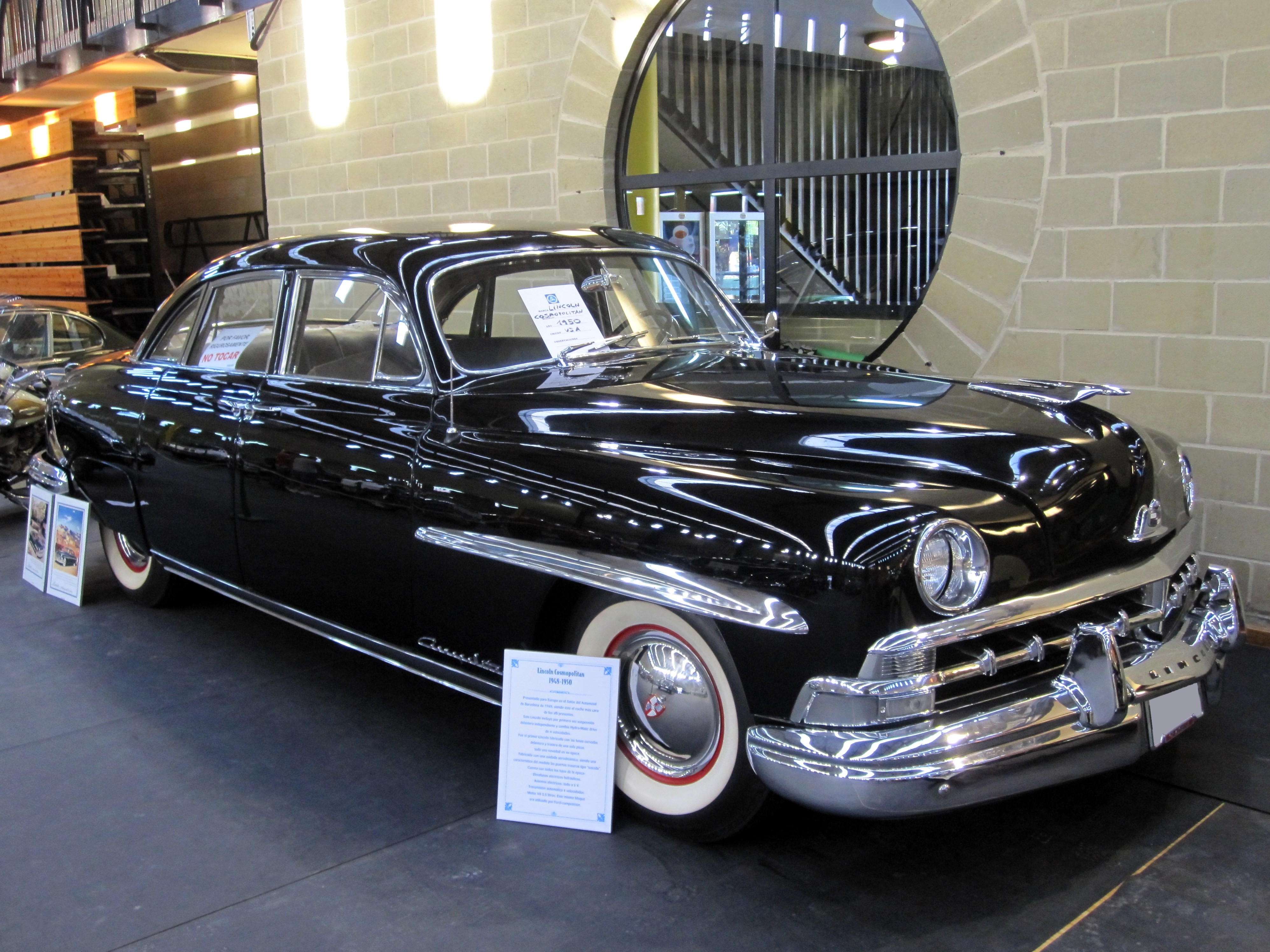
Les trafiquants d'antiquités roulent en Lincoln Cosmopolitan.

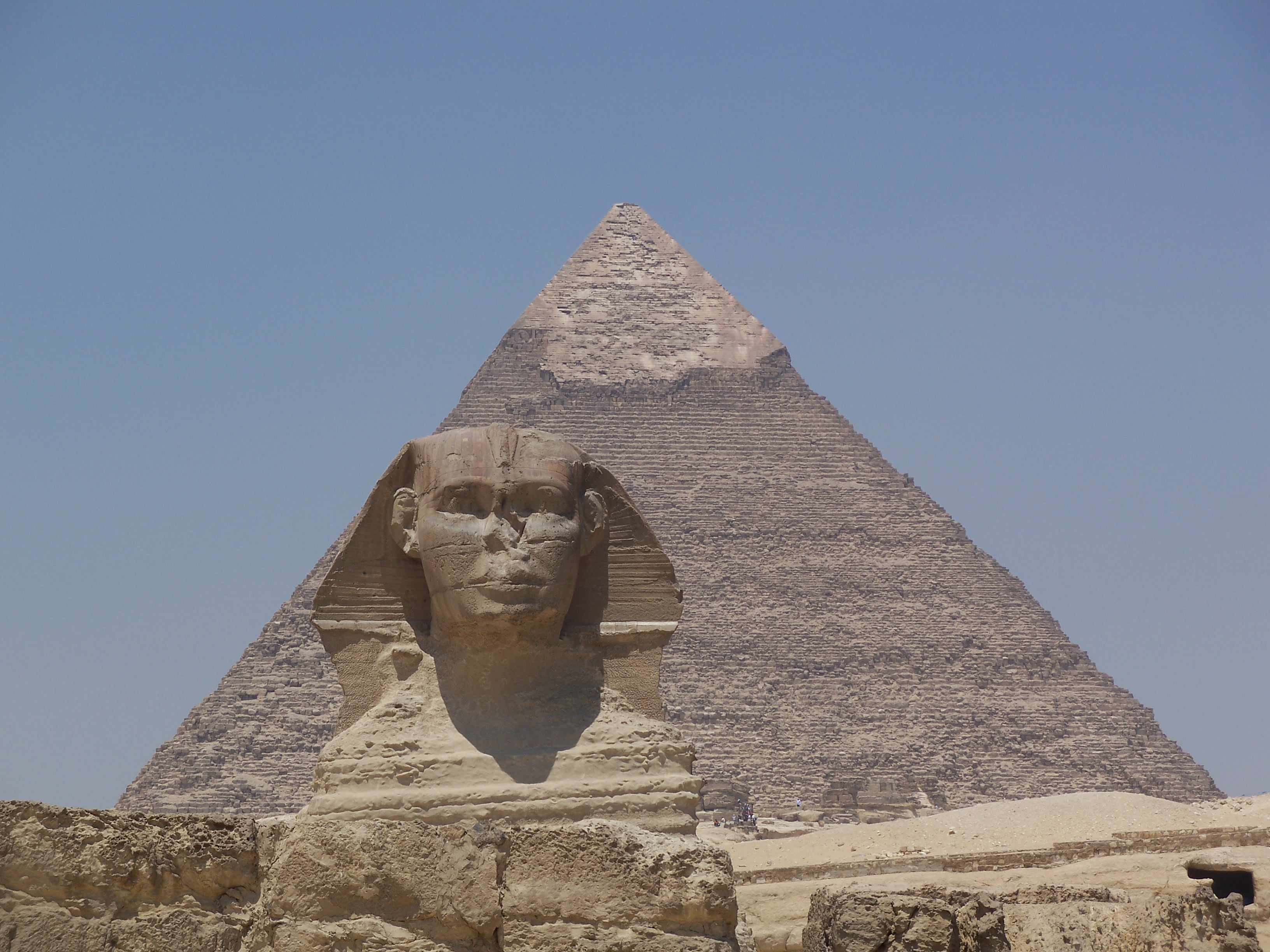
La nécropole de Gizeh.

En vacances après les événements survenus dans Le Secret de l'Espadon, Philip Mortimer se rend au Caire à bord d'un Constellation de la British Overseas Airways, accompagné de Nasir, devenu son domestique. Il est invité par un ami, l'égyptologue Ahmed Rassim, qui l'accueille au Musée égyptien dont il est le conservateur.
En parcourant les salles du musée, Rassim et Mortimer s'arrêtent devant la pierre de Maspéro, découverte un demi-siècle plus tôt. Elle proviendrait du revêtement de la Grande Pyramide et fait mention d'une mystérieuse chambre sacrée jamais découverte dans le tombeau, la chambre d'Horus.
Ils se rendent ensuite dans le laboratoire du musée et Rassim présente à Mortimer des fragments d'un papyrus du célèbre historien Manéthon. Ayant servi à façonner le cartonnage d'une momie ptolémaïque, les morceaux du papyrus sont restaurés petit à petit par un assistant, Abdul Ben Zaim. Les premiers fragments révèlent que Manéthon a trouvé un écrit de Paatenemheb, grand prêtre du temple d'Héliopolis, qui évoque la nécessité de cacher un sarcophage royal, son trésor funéraire et les possessions d'un temple.
Les deux amis examinent alors un nouveau fragment et découvrent avec stupéfaction que la cachette choisie serait la chambre d'Horus. Pour Mortimer, cela ne fait aucun doute : Paatenemheb ayant été un favori d'Akhnaton avant de devenir grand prêtre, la mystérieuse chambre de la Grande Pyramide doit contenir la tombe du pharaon maudit et le trésor du temple d'Aton, qui n'ont jamais été retrouvés.
Après avoir discuté de leur découverte en dînant à l'hôtel Continental-Savoy, Rassim et Mortimer retournent au musée voir si Ben Zaim a préparé de nouveaux fragments. Surpris par leur arrivée, celui-ci fait tomber des papiers qu'il allait ranger dans sa sacoche. Il les ramasse et part précipitamment, annonçant n'avoir rien trouvé de nouveau. Mortimer aperçoit alors un fragment de papyrus oublié sur le sol. Persuadé de la duplicité de Ben Zaim, il décide de passer la nuit au musée pour guetter son retour. Mais l'assistant ne revient pas seul, il est accompagné par Olrik. En l'apercevant, Mortimer reste un instant interdit, le croyant mort lors de la destruction de Lhassa, et il se fait assommer. Pour éviter les soupçons, Olrik assomme aussi Ben Zaim et fouille Mortimer pour récupérer le fragment de papyrus.
Lors de l'enquête sur l'intrusion au musée, Mortimer informe le commissaire Kamal, chef de la police du Caire, de la culpabilité de l'assistant. Il est persuadé qu'il fait partie avec Olrik du réseau de trafiquants d'antiquités qui sévit dans la ville. Ben Zaim n'est pas arrêté et fait l'objet d'une filature, dans l'espoir qu'il entre en contact avec ses complices. Mais il parvient à s'échapper, aidé par Sharkey et un autre membre du réseau. Il est emmené près du Sphinx de Gizeh pour examiner le lieu identifié à l'aide du fragment de papyrus pris à Mortimer. Toutefois, dans sa précipitation, l'assistant a laissé tomber un livre dédicacé du Dr Grossgrabenstein, un ami allemand de Rassim. Mortimer a croisé peu auparavant cet excentrique égyptologue amateur, venu chercher un permis de fouilles au musée.
En examinant l'ouvrage, Mortimer découvre un numéro de téléphone griffonné qui le mène au magasin d'antiquités de Youssef Khadem. Il se fait passer pour un client mais ignore que Razul, supposé mort lui aussi, est sur place. Il se fait assommer et les deux sbires préviennent Olrik qui décide de venir l'interroger. Mortimer, qui a repris ses sens, parvient à tromper ses agresseurs et les enferme dans la cave. Il téléphone ensuite au commissaire mais à ce moment Olrik arrive et libère ses comparses. Le professeur est maîtrisé après une nouvelle lutte mais l'arrivée de la police le sauve. Pris dans une fusillade, Olrik et Razul parviennent à s'enfuir, abandonnant Khadem, mortellement blessé.
Alors que la police fouille la boutique, le téléphone sonne : c'est Ben Zaim qui veut laisser un message pour Olrik. Ne reconnaissant pas la voix de Khadem, il raccroche et appelle Olrik à l'hôtel Shepheard. La police parvient à retracer l'appel mais Olrik est sur ses gardes. Mortimer, seul à le connaître, est repéré faisant le guet dans le hall de l'hôtel. Un café drogué lui est servi et la bande s'enfuit sans être inquiétée. Dépité, Mortimer persuade le commissaire de ne pas arrêter Ben Zaim car il pense obtenir ses aveux. Mais à peine l'a-t-il retrouvé au musée qu'il est interrompu par l'arrivée de Grossgrabenstein et de Rassim. Ben Zaim en profite pour s'éclipser et trouve la mort, renversé par la Lincoln Cosmopolitan des trafiquants. Le commissaire, furieux, vient au musée annoncer la nouvelle et informe Mortimer qu'il ne coopérera plus avec lui. Le professeur lui réplique qu'il reste déterminé à retrouver Olrik et qu'il va faire appel à son ami, le capitaine Francis Blake.
En attendant son arrivée, Mortimer et Nasir s'installent dans l'hôtel Mena House à Gizeh. Quelques jours plus tard, ils apprennent l'horrible nouvelle : Blake a été assassiné lors de l'escale à l'aéroport d'Athènes de son DC-4 de la Sabena. Mortimer chevauche sur le plateau de Giza pour oublier ses sombres pensées lorsqu'il entend une rixe sur un chantier de fouille. Un contremaître américain maltraite un ouvrier et s'apprête à fouetter un vieil homme qui a osé s'interposer. Mortimer interrompt son geste et les deux hommes en viennent aux mains. Terrassé, le contremaître — qui n'est autre que Sharkey — sort son pistolet mais Grossgrabenstein, qui surgit du puits d'accès d'un mastaba, le somme de s'arrêter. Mortimer le remercie et demande à visiter le tombeau qui abrite les restes d'une épouse du pharaon Chepseskaf. Il y repère une étrange galerie dissimulée derrière quelques planches et Grossgrabenstein lui explique qu'elle a dû être creusée par des pilleurs de tombe et que, d'après Sharkey, elle se termine en cul-de-sac. En ressortant, Mortimer manque d'être écrasé par un bloc de pierre. Par chance, quelqu'un a crié pour le prévenir. Pensif, le professeur repart pour l'hôtel, observé par Sharkey qui rage d'avoir manqué sa cible.

### Tome 2:La Chambre d'Horus

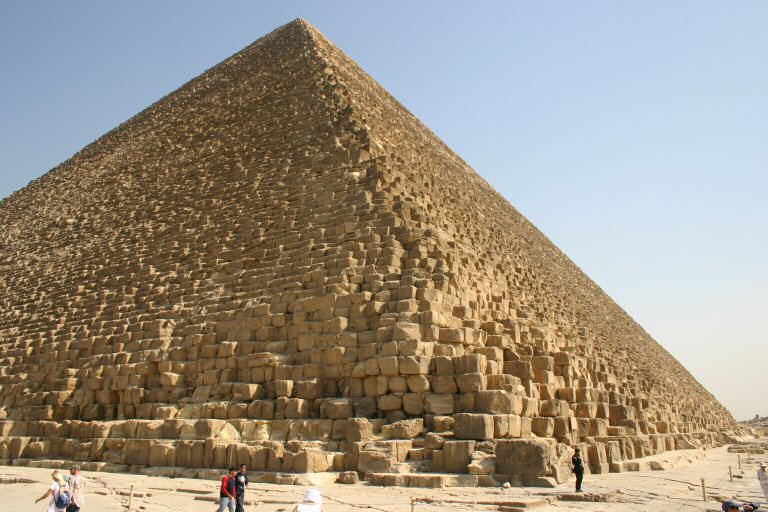
La pyramide de Khéops est au cœur de l'intrigue.

Mortimer continue son enquête et croise à plusieurs reprises le vieillard mystérieux qu'il a sauvé des coups de fouet de Sharkey. Il s'appelle cheik Abdel Razek et il donne un talisman à Mortimer pour le remercier, une enveloppe en tissu contenant des syllabes magiques sur lequel est inscrit son nom. En cas d'attaque, il lui suffit de le brandir face à l'ennemi et de crier quatre fois la formule « Par Horus demeure ! ». Celui-ci s'avère rapidement utile car Mortimer est attaqué par un cobra dans sa chambre d'hôtel. Un soir, il croit comprendre que le Dr Grossgrabenstein est en danger et se rend le lendemain à sa villa. Il découvre alors qu'Olrik s'était déguisé sous les traits de Grossgrabenstein avant d'être capturé et enfermé dans la cave de la villa aux côtés de Nasir, qui vient d'être enlevé.
C'est alors que le commissaire Kamal et ses hommes se lancent à l'assaut de la villa. Olrik, sous les traits de Grossgrabenstein, abandonne ses hommes tandis que Mortimer et Nasir sont sauvés in extremis de l'exécution par Blake, déguisé en ouvrier égyptien du nom d'Abbas. En effet, se sentant suivi, celui-ci avait enfilé un gilet pare-balles et feint d'être tué pour pouvoir poursuivre incognito son enquête au Caire. C'est après ces explications que la villa est prise par la police : Mustapha, un des hommes d'Olrik, est tué et Jack est blessé puis capturé tout comme Razul et Sharkey. On retrouve alors le véritable Grossgrabenstein séquestré depuis plusieurs heures dans un de ses sarcophages et tout le monde est emmené au commissariat. Mais sur le chemin, Blake et Mortimer décident de se rendre sans attendre au chantier de l'égyptologue allemand où, en suivant Olrik, ils trouvent le chemin qu'ont construit pour lui les hommes infiltrés sur le chantier et parviennent finalement, après de multiples péripéties, à la chambre d'Horus.
Pendant ce temps, Nasir, inquiet pour ses maîtres, s'éclipse lui aussi et va voir le cheik Abdel Razek qui depuis sa maison se rend par un passage secret à la chambre d'Horus, portant une tenue égyptienne. Il détruit l'esprit d'Olrik par ses pouvoirs magiques — l'envoûtant grâce à la formule « Par Horus demeure ! » —, scandant que son nom, ren, ne soit plus. Puis, il explique tout à nos deux héros : au retour du culte d'Amon survenu après la mort d'Akhnaton, qui avait instauré le culte monothéiste d'Aton, les fidèles de ce culte qu'étaient Mérira et Paatenemheb décidèrent de mettre la tombe d'Akhnaton, son trésor et celui d'Aton, qui étaient en danger, en lieu sûr. Une nuit, en secret, ils transportèrent tout dans la chambre d'Horus et Paatenemheb fut nommé Initié et chargé de préserver le secret jusqu'au retour de ce culte. C'est en digne descendant de Paatenemheb que Razek a sauvegardé le trésor contre Olrik et qu'il efface une partie des souvenirs de Blake et Mortimer. Les deux amis, ressortant de la Grande Pyramide, fêtent alors leur victoire envers les trafiquants d'antiquités. Ne se rappelant que vaguement les événements des dernières heures, ils pensent avoir seulement fait un rêve extraordinaire, jusqu'à ce que Mortimer voit à son doigt une bague que lui a confiée le cheik avant leur perte de mémoire partielle. Après un dernier regard pour la Grande pyramide de Khéops, les deux héros quittent le plateau de Giza sous le regard du cheik Abdel Razek. Au loin, s'enfonçant dans le désert, Olrik devenu dément erre vers l'inconnu.

## Lieux et personnages

### Lieux
L'aventure se déroule principalement dans le royaume d'Égypte, au Caire et dans la nécropole de Gizeh. Le voyage du capitaine Blake passe rapidement par le Royaume-Uni, la Belgique et la Grèce.
| Hôtel Continental-Savoy Musée égyptien Pont khedive Ismaïl Hôtel Shepheard Vieux quartier Rue Ebn Bakil Aéroport d'Almaza route de Gizeh |

- Royaume d'Égypte
  - Le Caire : Aéroport d'Almaza (en) ; Hôtel Continental-Savoy ; Musée égyptien du Caire ; Vieux quartier ; El Khideiwi Ismail Bridge[c] ; Croisement des rues Soliman Pacha et Fouad El Auwal ; Hôtel Shepheard ; Rue Ebn Bakil[d]
  - Nécropole de Gizeh : Pyramide de Khéops ; Sphinx de Gizeh ; Hôtel Mena House ; Nazlet El-Samman
- Royaume-Uni : Scotland Yard à Londres
- Belgique : Gare d'Ostende ; Gare de Bruxelles-Nord, Hôtel Métropole et aérogare de Melsbroek à Bruxelles
- Grèce : Aéroport international d'Hellinikon à Athènes

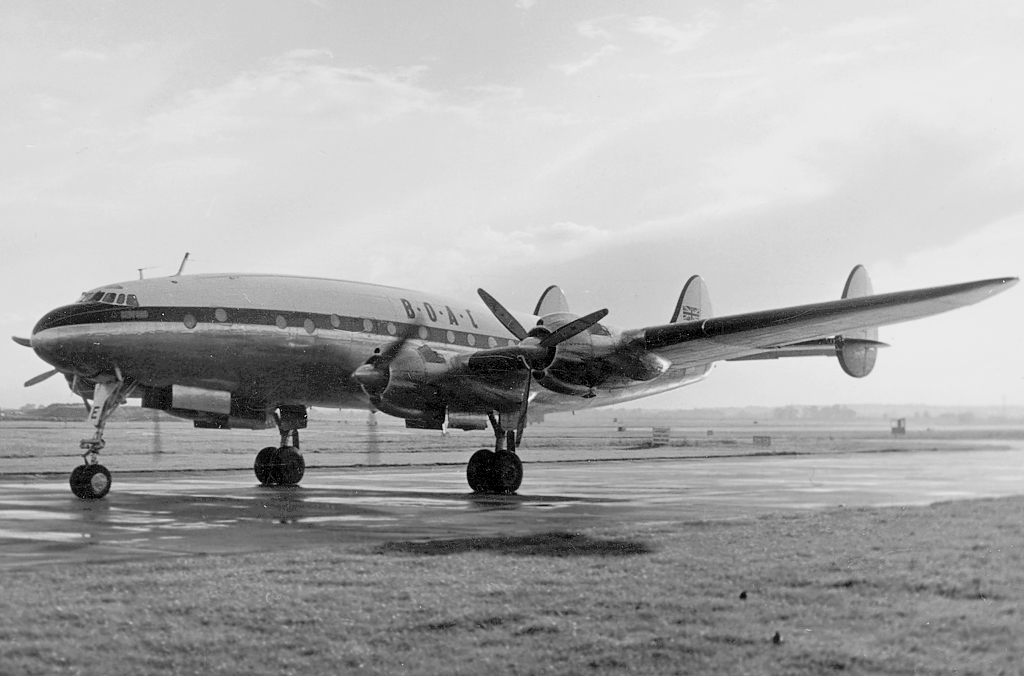
Un Lockheed Constellation.
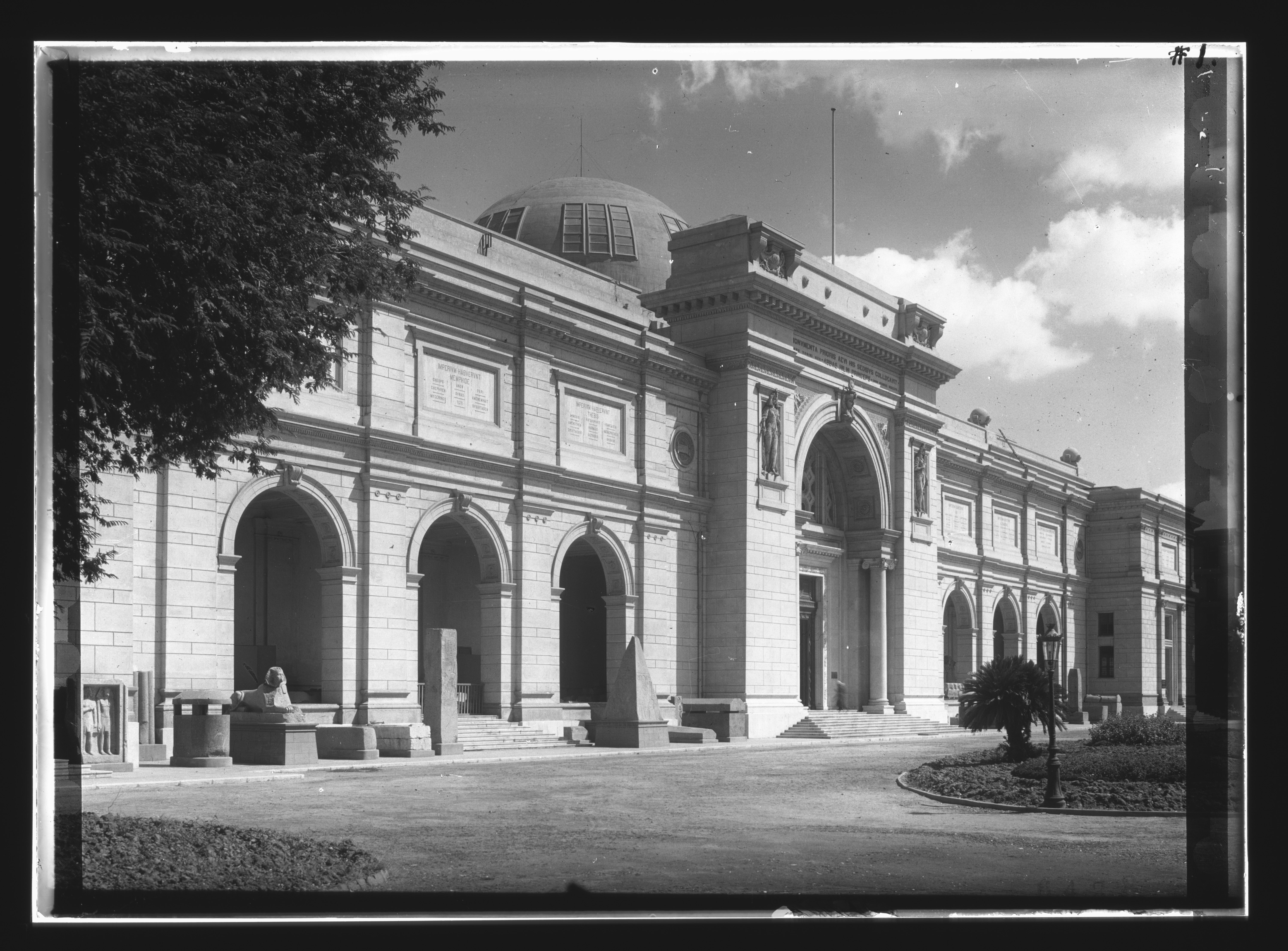
Le Musée égyptien du Caire.
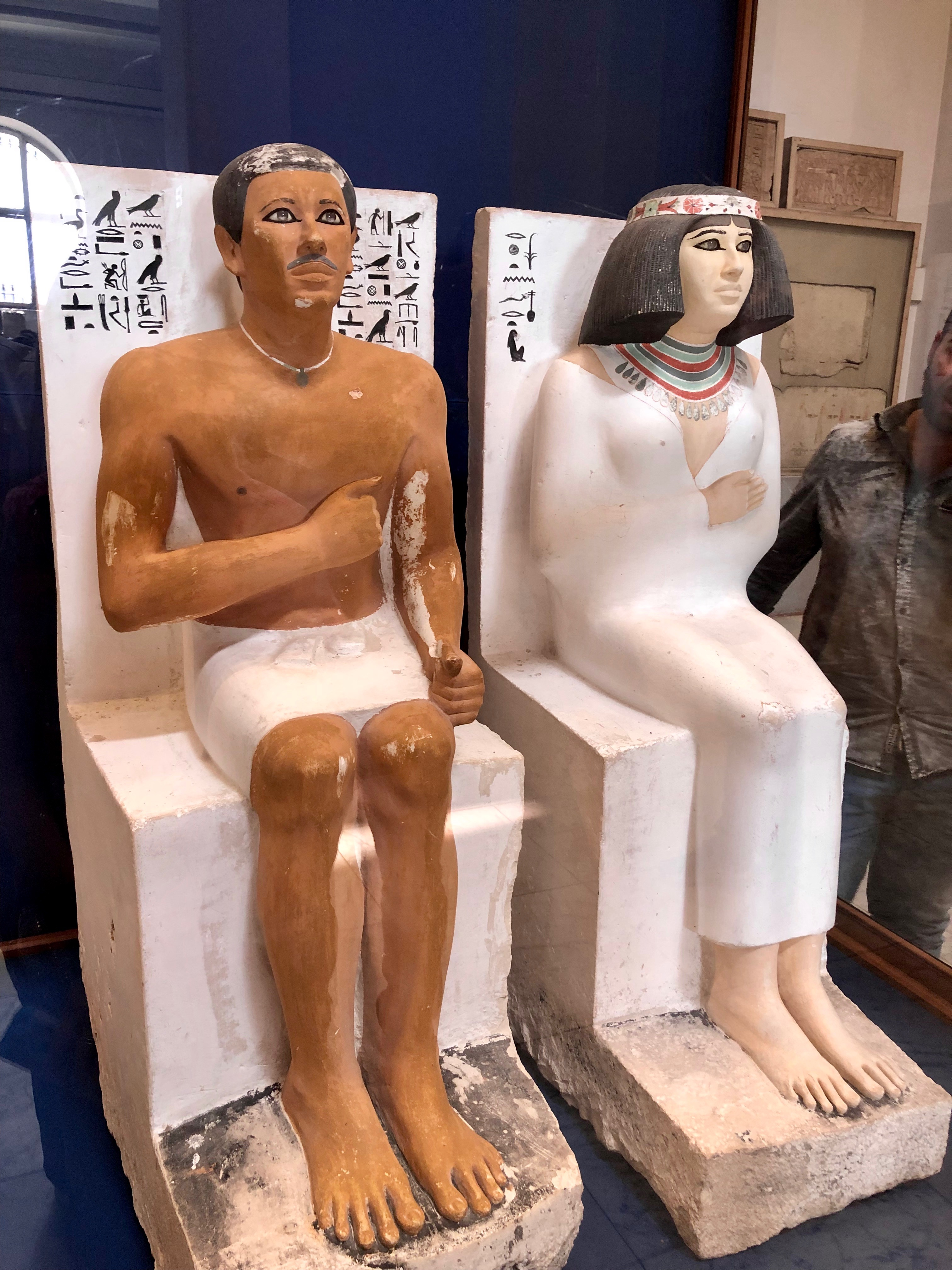
Les statues du prince Rahotep et de son épouse Nofret.
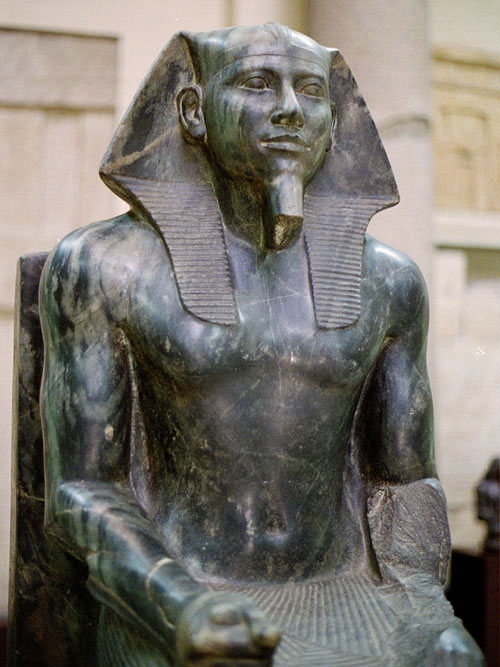
La statue du roi Khafra.
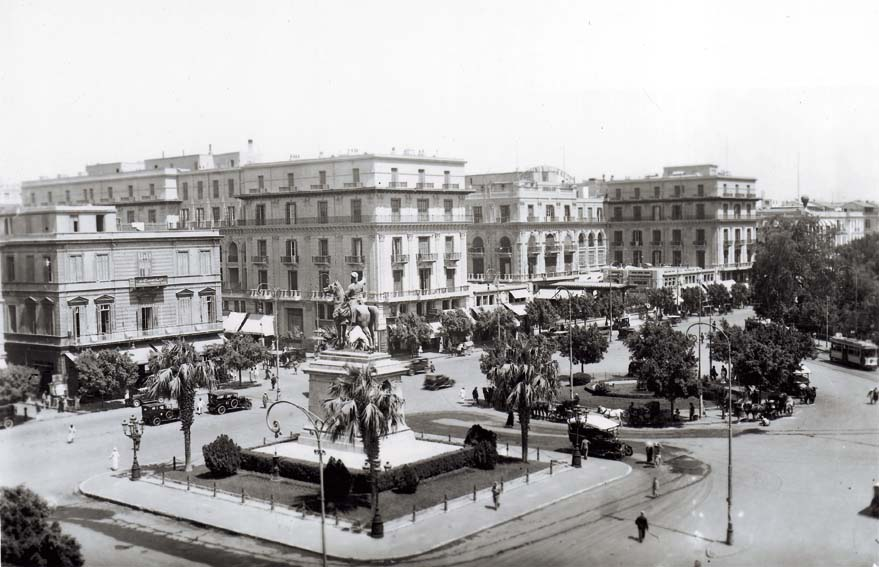
L'hôtel Continental-Savoy et la statue d'Ibrahim Pacha, sur Opera Square.
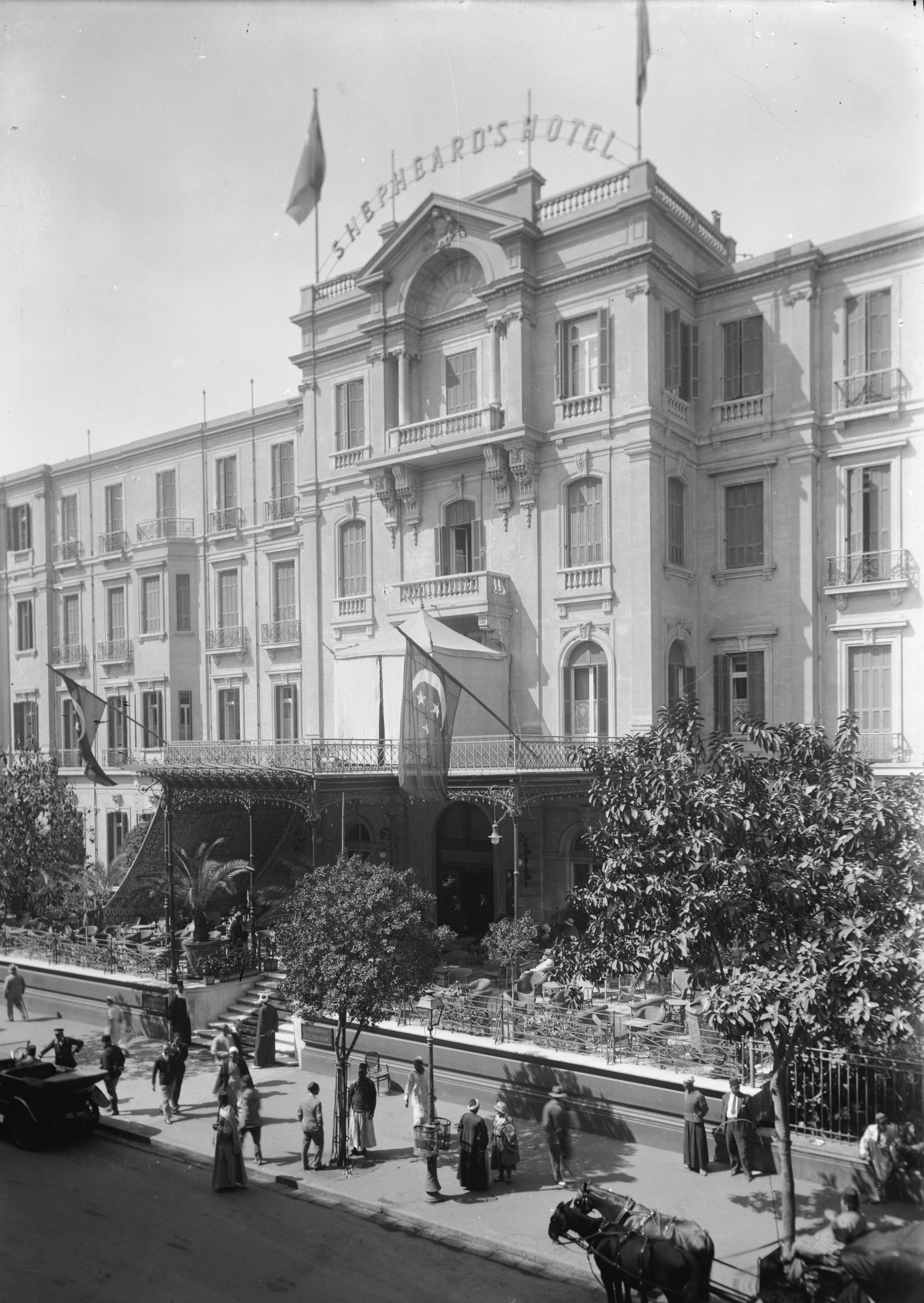
L'hôtel Shepheard.
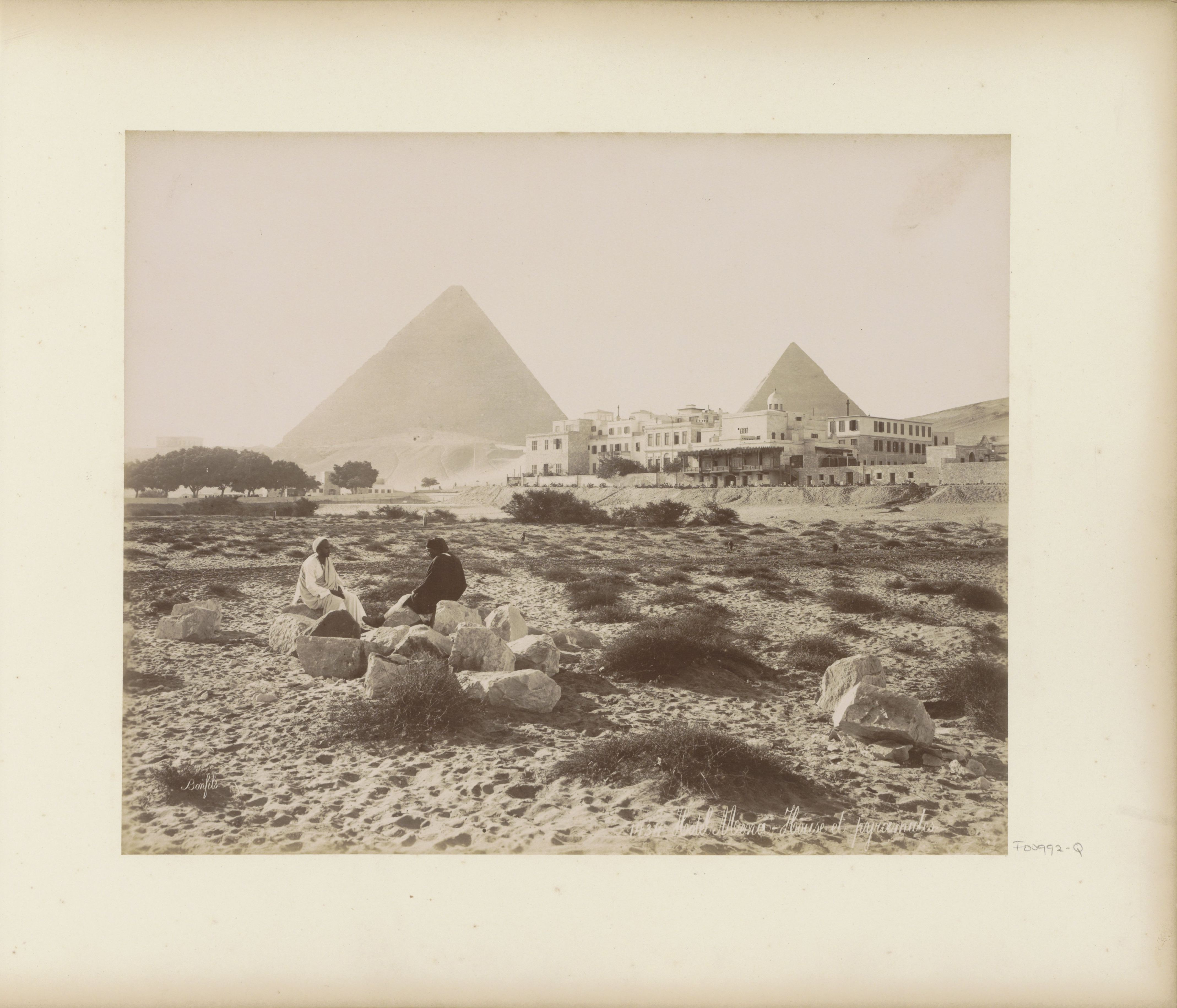
L'hôtel Mena House de Gizeh.
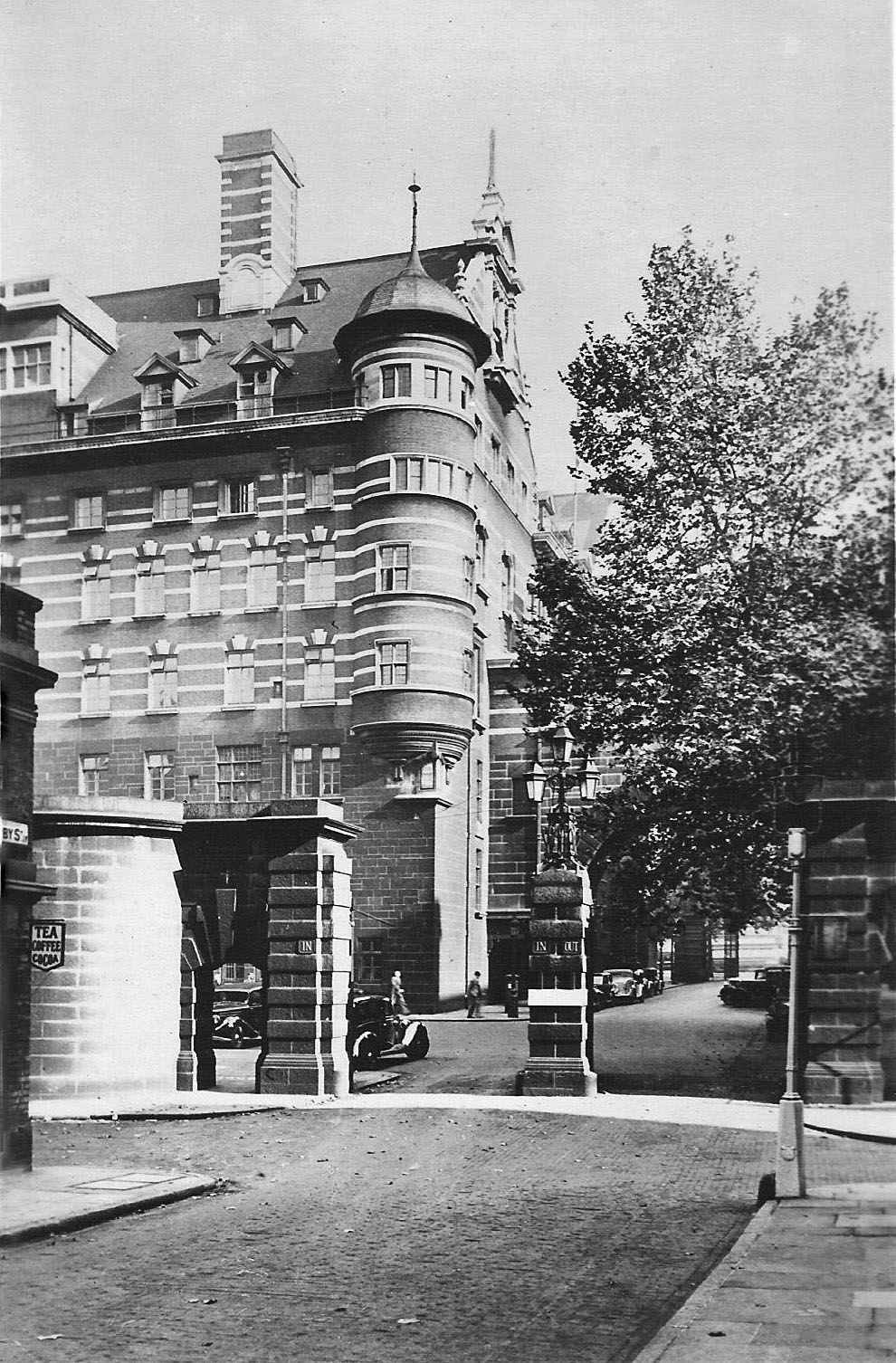
L'entrée de Scotland Yard, sur Derby Street (auj. Derby Gate).
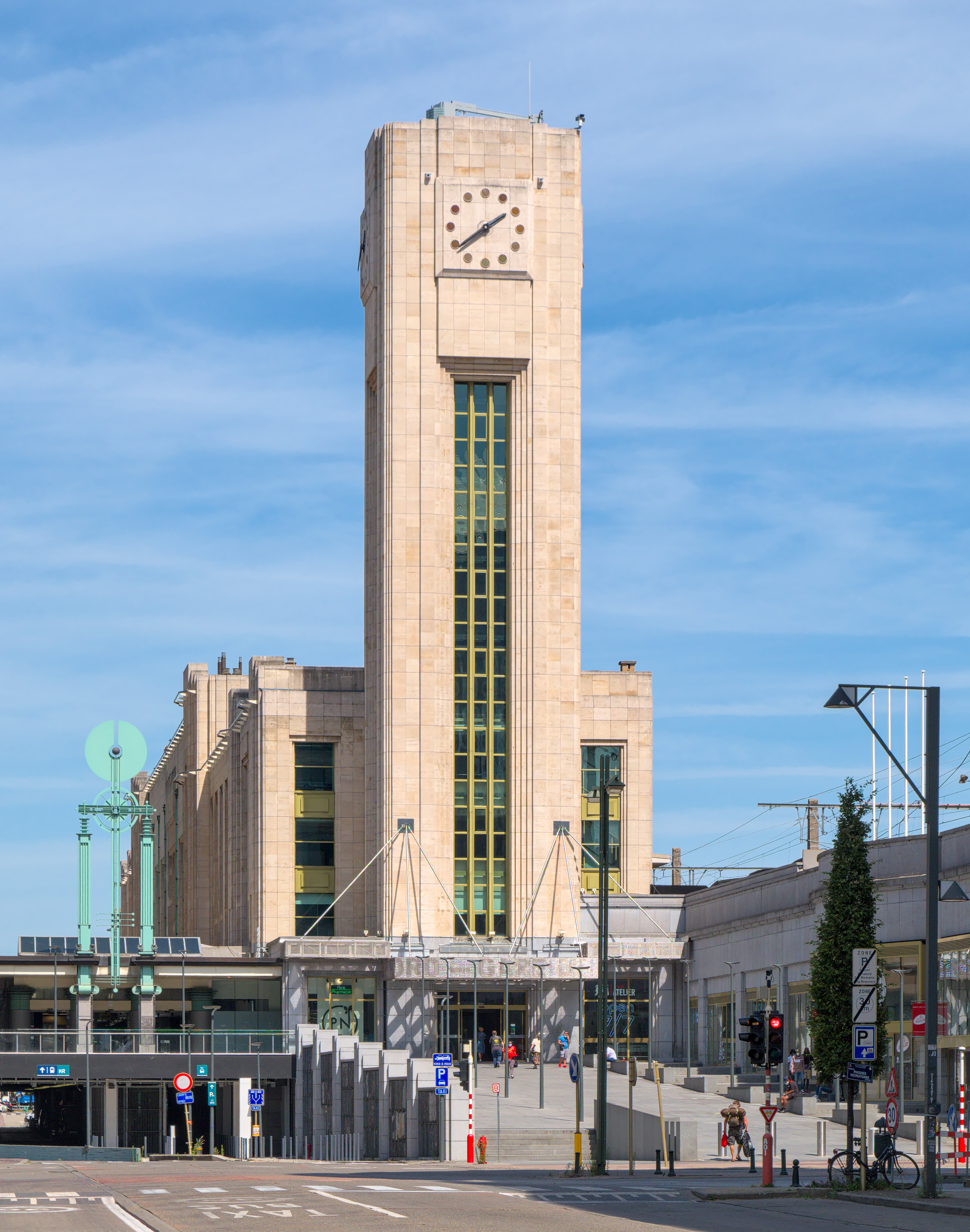
La tour de la gare de Bruxelles-Nord.
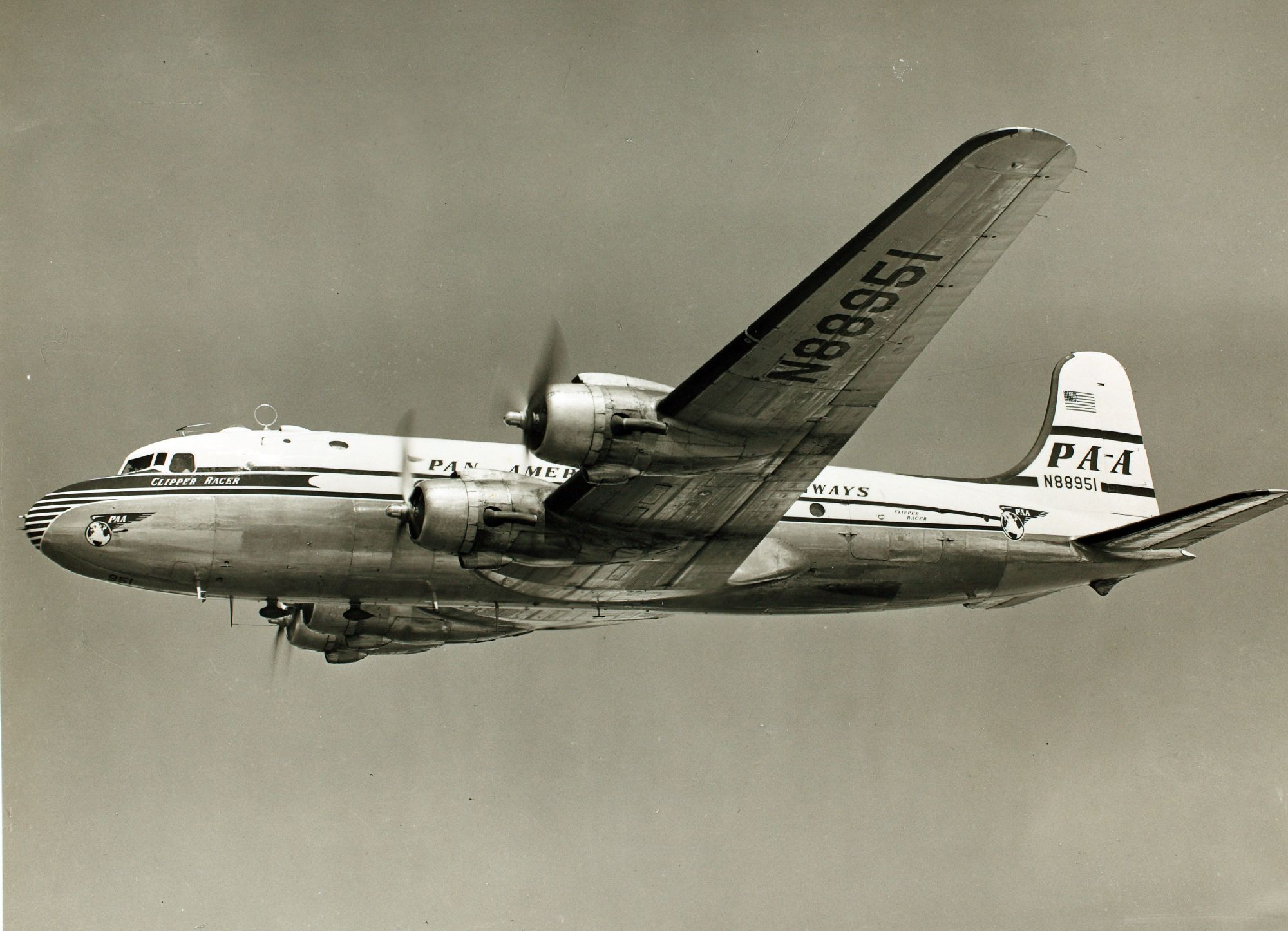
Un Douglas DC-4.

### Personnages
Le Mystère de la Grande Pyramide met en scène les trois personnages principaux de la série : le capitaine Francis Blake, le professeur Philip Mortimer et leur principal antagoniste, le colonel Olrik. D'autres personnages récurrents de la série font partie de l'histoire : Ahmed Nasir et Razul le Bezendjas apparaissent pour la deuxième fois tandis que Sharkey et Jack font leur première apparition.
- Professeur Philip Mortimer : physicien, ami de Blake et du professeur Ahmed
- Capitaine Francis Blake : political agent du Moyen-Orient à l'Intelligence Service (MI5), ami de Mortimer
- Colonel Olrik : bandit à la tête d'un réseau de trafiquants d'antiquités
- Ahmed Nasir : serviteur de Mortimer
- Professeur Ahmed Rassim Bey : conservateur du musée des antiquités égyptiennes du Caire
- Razul le Bezendjas : homme de main d'Olrik
- Abdul Ben Zaïm : assistant du professeur Ahmed
- Mohamed' Zaim : gardien-chef du musée
- Commissaire Kamal : chef de la police du Caire
- Docteur Grossgrabenstein : excentrique égyptologue amateur allemand, à l'accent caricatural
- Youssef Khadem : antiquaire, complice d'Olrik
- Jack : homme à lunettes, homme de main d'Olrik
- Sharkey : chef de chantier du Dr Grossgrabenstein, homme de main d'Olrik
- Abbas : ouvrier du chantier de fouille
- Cheik Abdel Razek : vieillard mystérieux
- Moussa : boy au Mena House Hotel

Edgar P. Jacobs utilise de nombreuses figures de l'Égypte antique, tels que les pharaons Akhenaton (Amenhotep IV), Toutânkhamon et Chepseskaf, le prêtre et historien Manéthon de Sebennytos, le général Horemheb et le prêtre Paatenemheb. Il cite plusieurs dieux de la mythologie égyptienne : Horus, Amon, Harmakhis, Khépri, Rê, Atoum et Aton. Il parle également du travail d'hommes du XIXe siècle : l'égyptologue Gaston Maspero et l'astronome Charles Piazzi Smyth. Lors de la séquence de la visite du musée du Caire, il reproduit des célèbres œuvres d'art représentant les pharaons Akhenaton, Khéphren et Khéops, le Cheik-el-Beled (Kaaper) et le grand prêtre Rahotep et son épouse Nofret.

## Historique
24 mars 1950. Irrésistiblement fasciné depuis toujours par l'art et l'histoire de l'ancienne égypte, je ne pouvais manquer de me laisser séduire par un récit qui aurait pour cadre le prestigieux plateau de Gizeh, et pour sujet central la fabuleuse pyramide de Chéops, l'une des sept merveilles du monde antique ! Aucune construction humaine n'a autant enflammé les imaginations ni suscité de plus folles théories que cette écrasante masse de pierres, d'où émane une indéfinissable atmosphère de magie et de mystère. Après tant de savants exégètes, j'ai à mon tour essayé, tant pour mon propre plaisir que pour celui de mes lecteurs, d'imaginer cette histoire d'"Archéologie-fiction", située à mi-distance des délirantes divagations de certains vulgarisateurs et des trop concrètes explications des égyptologues, à qui la rigueur scientifique interdit le désir d'embellir l'imagination. Restait à déterminer l'époque où situer l'action. Remontant l'histoire des dynasties pharaoniques depuis celles des pyramides jusqu'a celle du Nouvel Empire, je fus frappé par le règne fulgurant mais éphémère d'Aménophis IV, célèbre dans l'histoire sous le nom d'Akhnaton, le roi hérétique. Il est bon de rappeler qu'en 1950 Akhnaton n'était pas "à la mode", et sa réforme monothéiste n'intéressait guère le grand public. En étudiant les conditions assez obscures de sa mort et de sa succession, le mystère qui entoure sa sépulture et l'anarchie qui accompagna la contre-réforme, j'ai pensé trouvé là le chainon qui me permettrait de relier la IVe dynastie à l'éblouissante parenthèse du culte d'Aton, et de résoudre en même temps cette autre énigme, tant controversée : l'existance possible d'une chambre secrète au coeur de la Grande Pyramide. Me fondant sur les écrits des auteurs les plus autorisés, tels qu'Hérodote, Strabon, Abd-Allatif, Mariette, Maspéro, Lauer..., j'établis très soigneusement mon synopsis ainsi que ma théorie. Cela fait, je sollicitais une entrevue auprès du professeur Pierre Gilbert, directeur de la fondation Egptologique Reine-Elisabeth et conservateur des musées d'Art et d'histoire du Cinquantenaire qui, contre toute attente, voulut bien me recevoir. Je ne voudrait pas manquer l'occasion que voici pour le remercier encore bien vivement d'avoir accepté de discuter d'un sujet aussi puéril en un temps où la bande dessinée était non seulement déconsidérée, mais vilipendée par la plupart des intellectuels et des enseignants. Je lui exposait les grandes lignes du thème que je comptais traiter, et il voulut bien reconnaître (tout en m'en laissant l'entière responsabilité) la vraisemblance des situations et l'exactitude du contexte historique de mon hypothèse. Il essaya seulement de me dissuader de choisir comme cadre le plateau de Gizeh, arguant que celui-ci, fouillé de fond en comble depuis des siècles, ne devait plus recéler aucun secret. Cette dernière objection me tracassa beaucoup, car elle m'enlevait mon principal atout : la Grande Pyramide. Aussi, après mûre réflexion et comme par instinct, je décidai de m'en tenir à ma première idée. Bien m'en prit. Quatre ans plus tard, en 1954, l'archéologue égyptien Kamal El Mallak découvrait, à 15 mètres sous le sable et au pied même de la Grande Pyramide, l'une des barques solaires de Chéops, parfaitement conservée ! Le professeur Gilbret mit très obligeamment à ma disposition les ouvrages de la Bibliothèque de la Fondation et, tout au long de la réalisation de cette histoire, répondit de la meilleure grâce à mes innombrables demandes de renseignements. Il accepta même de réaliser la transcription hiéroglyphique du texte de la Pierre de Maspéro.
- E.P. Jacobs dans "un Opéra de Papier

## Analyse

### Inspirations

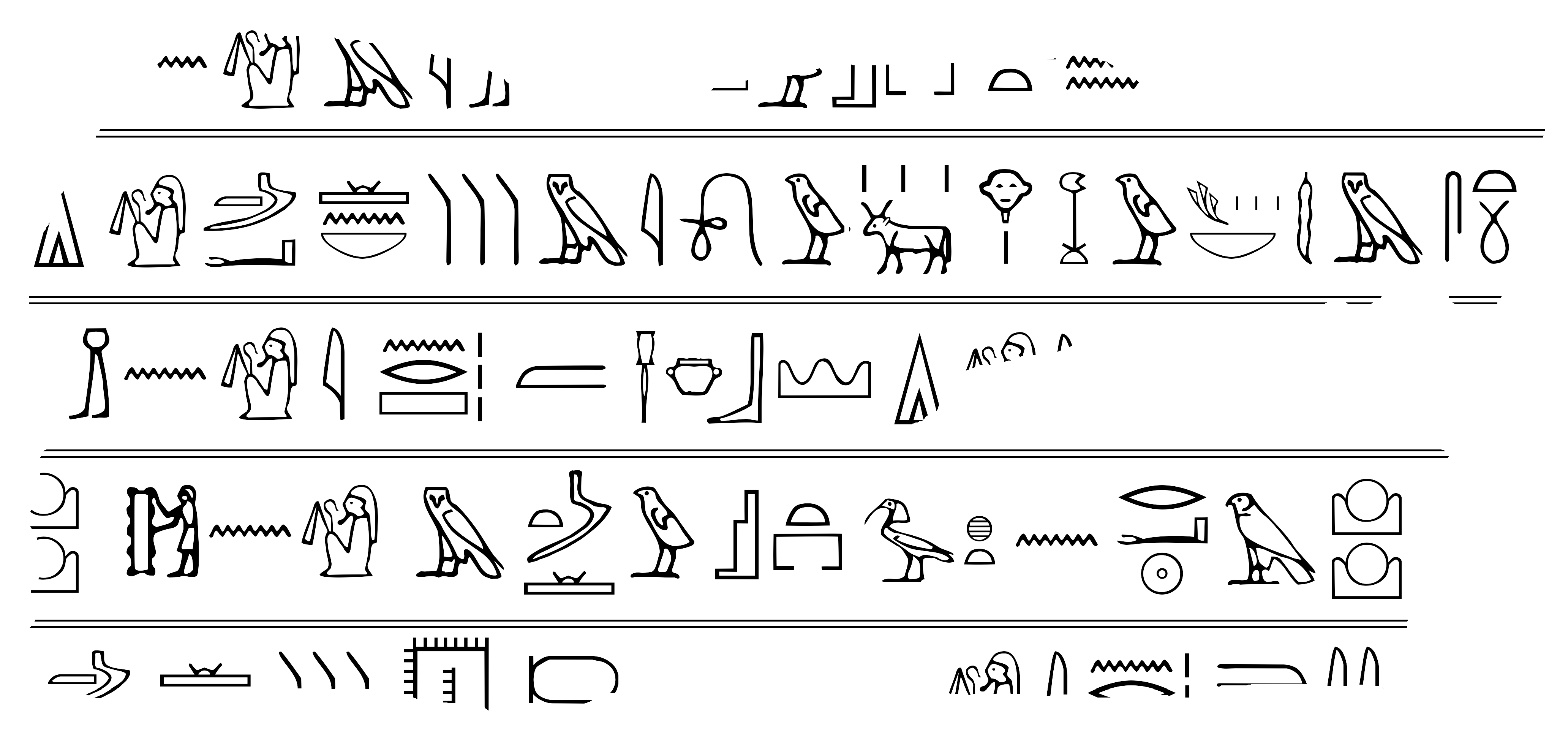
La pierre de Maspéro, une fausse antiquité inventée par Jacobs avec la complicité de l'égyptologue Pierre Gilbert.

Pour préparer le scénario de sa nouvelle histoire, Jacobs lit pendant trois ans les œuvres d'Hérodote (Ve siècle av. J.-C.), Strabon (Ier siècle av. J.-C.), Abd al-Atif (XIIe – XIIIe siècle), François Auguste Ferdinand Mariette (XIXe siècle), Gaston Maspero (XIXe siècle) et Jean-Philippe Lauer (XXe siècle). Sa chambre d'Horus n'est pas totalement imaginaire, l'auteur se basant notamment sur les Histoires d'Hérodote (plus précisément le Livre II-Euterpe, 124), la décrivant ainsi : « elle est aménagée dans une île ceinturée d'un fossé maçonné, alimenté par un canal amenant l'eau du Nil à la saison des crues... ». De même que l'Osiréion (monument souterrain du temple funéraire de Séthi Ier, en Abydos) est construit sous une butte naturelle rocheuse, constitué d'un fossé alimenté par les eaux du Nil entourant une autre butte, prouvant la plausibilité de ce type de chambre. Enfin, Christiane Desroches Noblecourt, interrogée à ce propos par Claude Le Gallo (pour la revue Phénix), estimait cette hypothèse digne d'intérêt.
Le bédéiste fait appel à l'égyptologue Pierre Gilbert, directeur de la Fondation égyptologique Reine Élisabeth, pour lui demander de nombreux renseignements, lui exposant ses idées. Celui-ci reconnut l'exactitude historique de ses hypothèses, tout en lui en laissant l'entière responsabilité. L'égyptologue lui fournit aussi beaucoup de documentation de la fondation et répondit à ses questions. Sauf qu'il tenta de le dissuader de choisir comme cadre le plateau de Gizeh, fouillé de fond en comble et qui ne devait plus livrer de secret. Mais l'auteur s'entêta et eut raison. En 1954, l'archéologue égyptien Kamal el-Mallakh découvrait, au pied même de la Grande Pyramide, une des barques solaires de Khéops.
Gilbert lui fut surtout utile pour réaliser les vrais hiéroglyphes d'une fausse antiquité : la « pierre de Maspéro ». Celle-ci est si bien représentée que bon nombre de lecteurs ont cru à son existence. Il arriva ainsi que des lecteurs en visite au Musée égyptien du Caire demandèrent à la voir et, ne la trouvant pas, questionnèrent un gardien. Celui-ci, ne voulant sans doute pas perdre la face, leur répondit qu'elle avait quitté le musée pour un moment,.
Jacobs s'inspire de l'égyptologue belge Jean Capart pour créer le personnage du docteur Grossgrabenstein. Deux ans plus tôt, Hergé s'était inspiré du même homme pour le personnage du professeur Bergamotte dans Les Sept Boules de cristal.
Une case où Mortimer sort d'un mastaba par une échelle est directement inspirée d'une photographie de l'égyptologue égyptien Selim Hassan à la sortie d'une tombe.

## Publications

### En français
Le Mystère de la Grande Pyramide est publié dans l'hebdomadaire belge Le Journal de Tintin du 23 mars 1950 (no 12/50) au 28 mai 1952 (no 22/52),. La publication est présentée comme une aventure de « Mortimer et de Nasir ». Mais Jacobs est dépressif : du 29 juin au 10 août 1950, la publication du Mystère de la Grande Pyramide est suspendue.
Le 26 février 1952, trois mois donc avant la fin de la publication dans le périodique, le célèbre hôtel Shepheard où se situe une partie de la fiction, avait été détruit au cours des émeutes ( Cairo fire ou Black saturday) dirigées contre la tutelle britannique. Gamal Abdel Nasser prend la tête de la révolution qui va renverser la monarchie égyptienne le 22 juillet 1952.
En mai 1954, les Éditions du Lombard publient la première moitié de l'histoire dans la Collection du Lombard. À cette occasion, Jacobs procède à une refonte majeure du texte et des images. La seconde partie de l'histoire est publiée en janvier 1955. Par la suite, les deux tomes sont réédités et réimprimés plus d'une dizaine de fois entre 1956 et 1989 aux Éditions du Lombard en Belgique et aux éditions Dargaud en France,. Une intégrale réunissant les deux tomes en un seul album est publiée en 1965.
En octobre 1986 et en avril 1987, les nouvelles Éditions Blake et Mortimer éditent les deux tomes du Mystère de la Grande Pyramide,. Ces nouveaux albums ont des couleurs et un lettrage nouveaux. En novembre 2005, l'éditeur publie une intégrale en un seul album comprenant un cahier de 14 pages composé de planches d'origine inédites en album, de couvertures du Journal de Tintin et d'annonces parues à l'époque.
En 1986 et 1987, France Loisirs édite Le Mystère de la Grande Pyramide en deux tomes,. En 2010, l'éditeur publie une intégrale réunissant les deux tomes en un seul album.
En 2018, les «éditions BLAKE & MORTIMER» ont republié les planches originales parues dans Tintin en deux volumes Hors Collection Blake & Mortimer tirés à 6000 exemplaires numérotés (ISBN/EAN 9782870972717 et 9782870972724).

### Traductions
L'aventure a été traduite dans plusieurs langues.
- Allemand : Das Geheimnis der großen Pyramide, publié aux éditions Carlsen Comics[17] ;
- Anglais : The Mystery of the Great Pyramid, publié aux éditions Cinebook[18] ;
- Danois : Pyramidens hemmelighed (Le Secret de la Pyramide), publié aux éditions Carlsen Comics[19] ;
- Espagnol : El Misterio de la Gran Pirámide, publié aux éditions Norma Editorial[20] ;
- Italien : Il Mistero della Grande Piramide, publié aux éditions Alessandro Editore[21] ;
- Néerlandais : Het mysterie van de Grote Pyramide, publié aux éditions Blake et Mortimer[22] ;
- Polonais : Tajemnica Wielkiej Piramidy, publié aux éditions Blake et Mortimer[23] ;
- Portugais : O Mistério da Grande Pirâmide.

## Accueil et postérité
Sur SensCritique, les deux tomes du Mystère de la Grande Pyramide sont notés 7,6/10 sur une base d'environ 2000 et 1 800 votes d'internautes,. Sur Babelio, les deux tomes obtiennent une note moyenne de 4/5 basée sur environ 450 notes,.

## Adaptations
Dans les années 1950, Le Mystère de la Grande Pyramide est adapté en feuilleton radiophonique. En 1956, il est adapté et réalisé en disque d'aventure par Jean Maurel, adaptation qui sera reprise en version CD. Jean Topart et Yves Brainville donnent leur voix à Blake et Mortimer, tandis que Pierre Marteville joue Olrik et Roger Carel le Dr Grossgrabenstein,.
En 1997, l'aventure est adaptée en dessin animé par Éric Rondeaux comme épisode de la série d'animation Blake et Mortimer. L'épisode est diffusé le 19 avril 1997 avec Michel Papineschi doublant le professeur Mortimer, Robert Guilmard le capitaine Blake et Mario Santini le colonel Olrik.

## Suites de l'épisode
L'album suivant La Marque Jaune de Jacobs est une suite directe se déroulant quelques mois plus tard.
Plusieurs suites à cet épisode ont été réalisées, à travers deux épisodes hors-série :
- L'Aventure immobile, Dargaud, mars 1998 ; Scénario :  Didier Convard  - Dessin :  André Juillard
- Le Dernier Pharaon, Éditions Blake et Mortimer, mai 2019 ; Scénario :  Jaco Van Dormael, Thomas Gunzig et François Schuiten  - Dessin :  François Schuiten